# Амель, Жак
Жак Амель (фр. Jacques Hamel, 30 ноября 1930, Дарнеталь — 26 июля 2016, Сент-Этьен-дю-Рувре) — французский католический священник, убитый террористами.

## Биография
Родился в городке Дарнеталь к западу от Руана 30 ноября 1930 года. С шести лет пел в церковном хоре. В школьные годы помогал кюре, в 14 лет оставил школу и поступил в семинарию. В 1952 году, призванный в армию, служил в Алжире рядовым, отказавшись от звания офицера (как он говорил, чтобы не быть должным отдавать приказы убивать).
Прошел обряд рукоположения 30 июня 1958 года и стал священником в католической церкви Святого Антуана в Ле-Пети-Кевийи. Через девять лет был назначен священником церкви Нотр-Дам де Лурд в Соттевиль-ле-Руане, в 1975-м стал приходским священником в Сент-Пьер-ле-Эльбеф, а в 1988-м — приходским священником в Клеоне. Все это — храмы в окрестностях Руана. В церкви Сент-Этьен-дю-Рувре служил с 2000 года, в 2005-м передал приход другому священнику — Огюсту Моанда-Фюати, но продолжал служить в церкви как помощник священника.
По словам Огюста Моанда-Фюати, отец Жак не воспользовался своим правом удалиться на покой в 75-летнем возрасте, «потому что чувствовал себя полным сил». Он продолжал крестить младенцев, служил мессы, помогал прихожанам, был «всеобщим дедушкой». «Он был очень популярным, хорошим человеком, простым и скромным. Нам многое дали его опыт и мудрость… Он служил людям почти всю свою жизнь… Он очень спокойно отнесся к реформе церкви, был не слишком традиционным, но и не слишком либеральным. Он приветствовал все реформы Папы Римского. Его непредубежденность сделала его тем, кто не боится перемен».
26 июля 2016 г. был убит на мессе ворвавшимися в храм террористами, связанными с ИГ.

## Реакция католической церкви

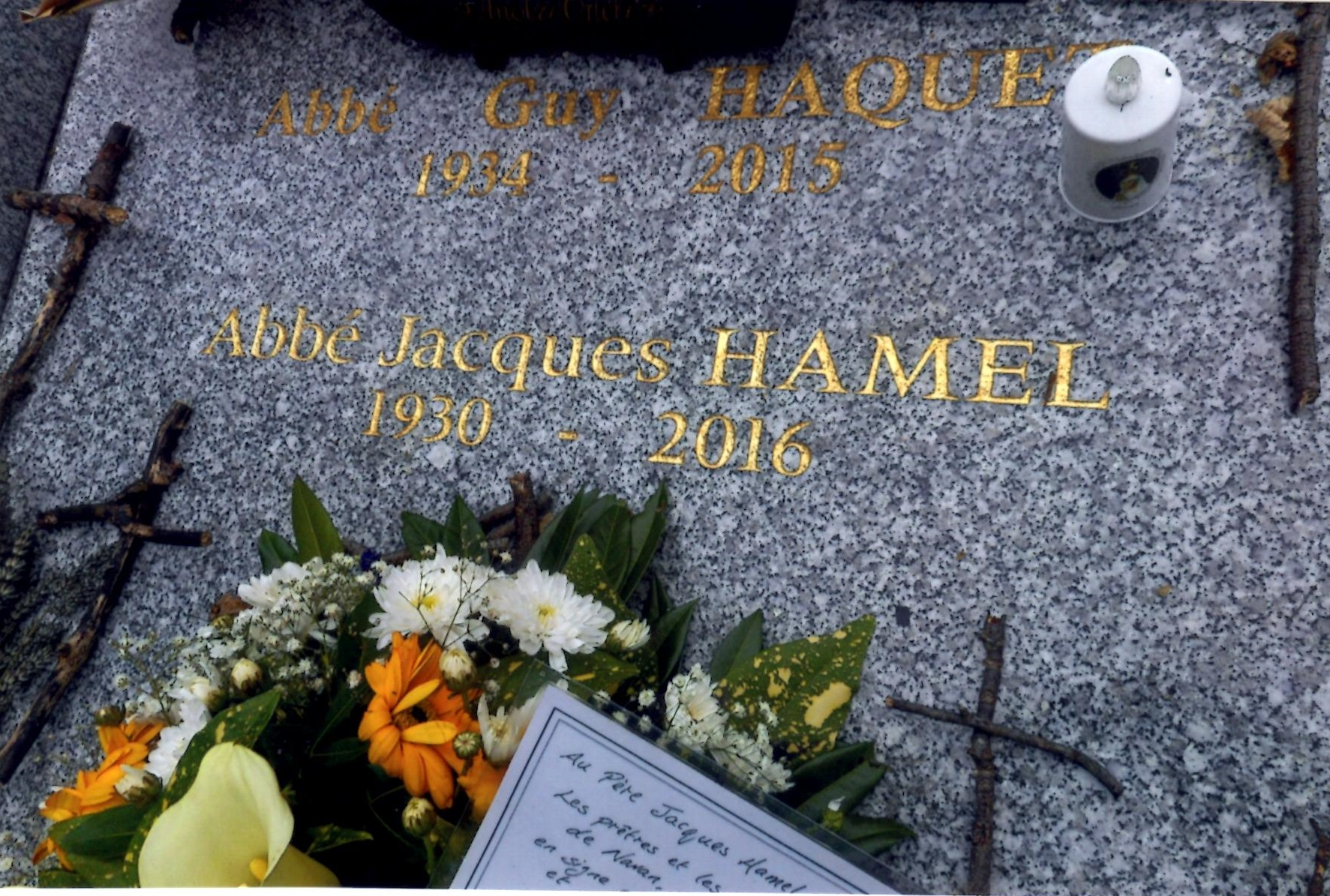
Могила Жака Амеля на кладбище в Бонсекуре

28 июля кардинал Шон О’Мелли, члена Совета девяти кардиналов, сказал, что убийство отца Амеля «может пробудить сознание и веру многих христиан» и что оно «отвечает критериям мученичества», потому что оно было совершено in odium fidei («ради ненависти к вере»). Радио Ватикана продолжило: «Руководству французской церкви, и в особенности Руанской архиепархии, предстоит задуматься о процессе беатификации отца Жака». Энтони Фишер, архиепископ Сиднея, член Конгрегации доктрины веры, подтвердил, что убийство было совершено in odium fidei. 13 августа архиепископ Руана Доминик Лебрен сообщил, что «сохраняет, как драгоценности, все свидетельства об отце Жаке» и «готов начать процесс канонизации в установленный срок пяти лет». 16 октября он объявил, что по согласованию с Ватиканом процесс канонизации будет начат еще быстрее; необходимые документы должны быть готовы к 2018 г. В сентябре 2016 г. папа Франциск отслужил мессу в честь Жака Амеля и в проповеди представил его как мученика. Процесс беатификации официально начался 13 апреля 2017 г.; с этого момента Амель является для Католической церкви Слугой Божьим. Проведенное в диоцезе исследование жизни Амеля, материалы которого отправлены в Ватикан, началось 20 мая 2017 г. и закончилось 9 марта 2019 г..